# Ancienne église Notre-Dame de Saint-Gein
La chapelle Notre-Dame de Saint-Gein est un ancien lieu de culte catholique aujourd'hui désaffecté situé dans la commune de Saint-Gein, dans le département français des Landes. 

## Présentation

### Origines et histoire
Vendue comme bien national à la Révolution française, cette chapelle a servi de chai. Elle fut élevée dit-on en témoignage de reconnaissance de la Vierge pour une dame de Mont-de-Marsan de basse naissance. Située sur la propriété de la famille Sainrat de Lavardac, cette dernière veille à sa restauration. La toiture a déjà été remise en état.

### Description
Bâtie dans le style ogival du XIIIe siècle, elle n'a qu'une nef.La voûte en ogives très élancée construite en briques avec des nervures en pierres est d'une élégance tout à fait remarquable. Trois fenêtres, dont une est à lancettes géminées servent à l'éclairer. Trois clefs de voûte sculptées sont d'une originalité à laquelle les yeux s'attardent. Il reste encore beaucoup pour sauver cette chapelle qui mérite à coup sûr d'être conservée[style à revoir].